# Koziniec (Petite-Pologne)
Pour les articles homonymes, voir Koziniec.
Koziniec est une localité polonaise de la gmina de Mucharz, située dans le powiat de Wadowice en voïvodie de Petite-Pologne.